# Élections générales portoricaines de 1944
Les élections générales s'organisent à Porto Rico le 7 novembre 1944 dans le but d'élire les membres de la chambre des représentants et les sénateurs. Le scrutin est marqué par la défaite de l'Union républicaine, allié pour la première fois au parti socialiste, et la victoire du Parti populaire démocrate.

## Résultats
| Parti                     | Représentants | Sénateurs | Total |
| ------------------------- | ------------- | --------- | ----- |
| Parti populaire démocrate | 37            | 17        | 54    |
| Union républicaine        | 2             | 2         | 4     |
| Total                     | 39            | 19        | 58    |